# Diaporthe garryae
Diaporthe garryae är en svampart som beskrevs av Grove 1933. Diaporthe garryae ingår i släktet Diaporthe och familjen Diaporthaceae.   Inga underarter finns listade i Catalogue of Life.